# والساد
والساد (به انگلیسی: Valsad) یک منطقهٔ مسکونی در هند است که در Valsad Taluka واقع شده‌است. والساد ۱۷۰٬۰۶۰ نفر جمعیت دارد و ۱۳ متر بالاتر از سطح دریا واقع شده‌است.